# Chlamydomonas snowiae
Chlamydomonas snowiae là một loài tảo trong họ Chlamydomonadaceae, thuộc chi Chlamydomonas.